# Getijdendok

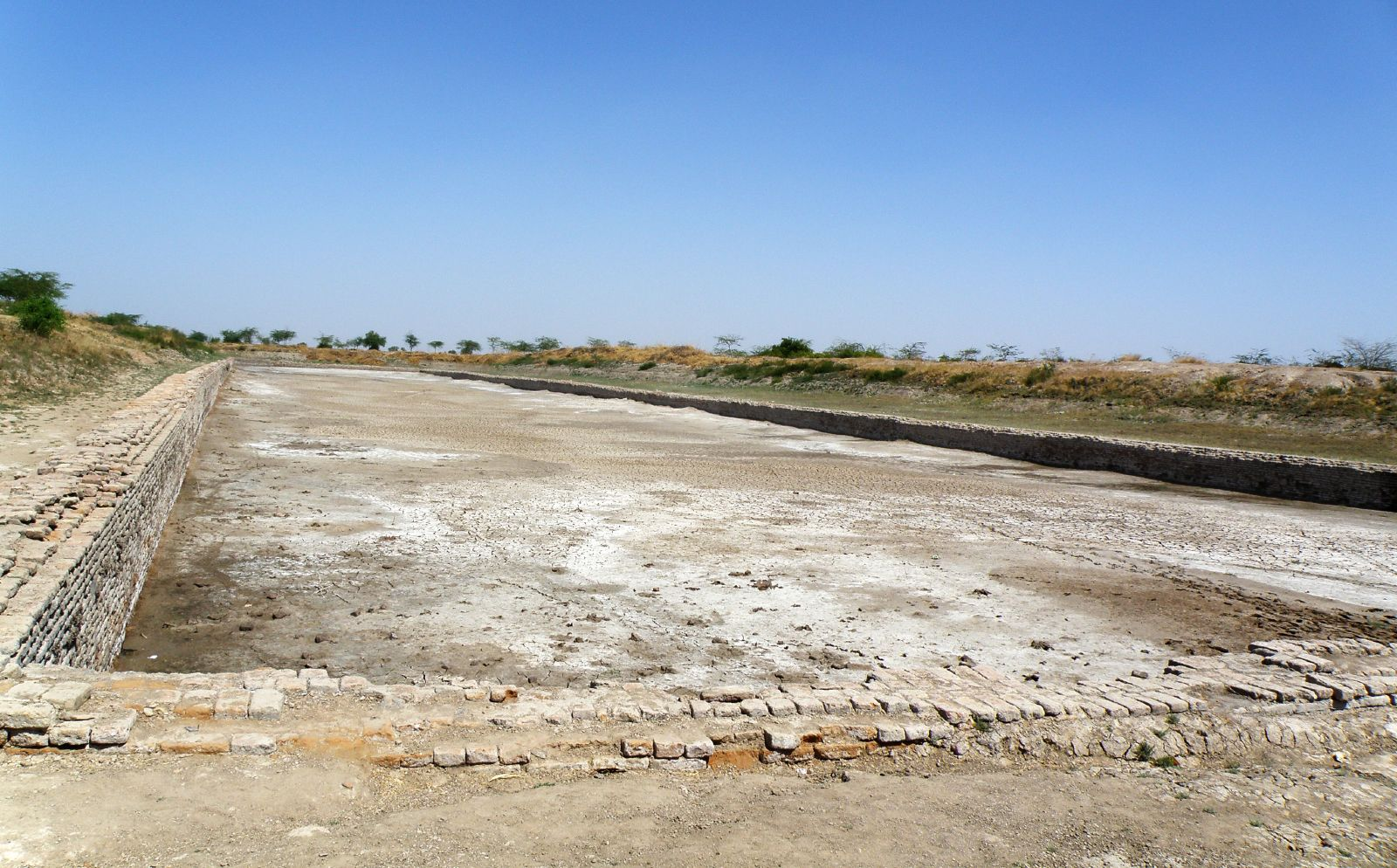
Getijdendok in Lothal van ruim 2000 jaar voor onze jaartelling.

Een getijdendok is een dok dat in verbinding staat met getijdenwater maar kan worden afgesloten met sluisdeuren, zodat er tijdens laagwater voldoende water in het dok blijft staan om schepen drijvend te houden. Het oudst bekende getijdendok van dit type is dat van Lothal (Golf van Khambhat, India), daterend van vóór 2000 v.Chr. "Dok" heeft hier de betekenis van een ruimte die van het water afgesloten kan worden, zoals bij droogdok.

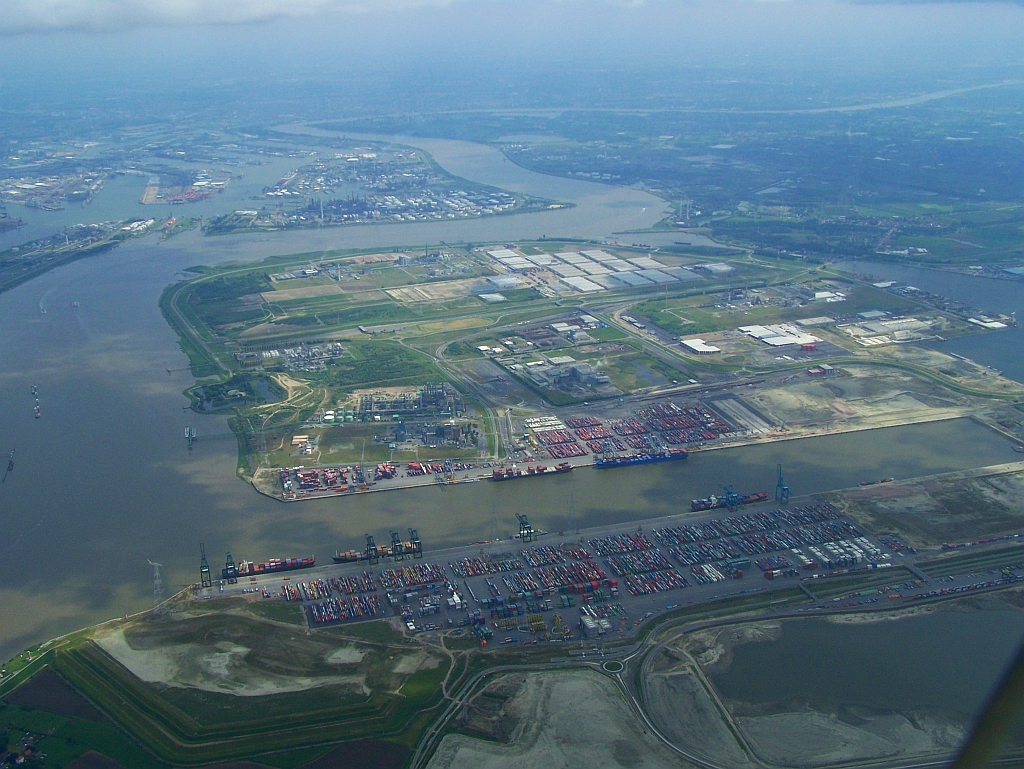
Deurganckdok, getijdendok dat onderdeel is van de Haven van Antwerpen.

De term getijdendok wordt ook wel gebruikt voor een dok waarvan de ingang permanent in verbinding staat met getijdenwater. Dit type wordt ook wel getijhaven genoemd. Moderne getijdendokken zijn in onder andere de haven van Antwerpen te vinden. Het Deurganckdok, volgens opgave van de Antwerpse haven het grootste getijdendok ter wereld, is een dok dat in open verbinding staat met de Westerschelde, een zeearm waar het getij vrij toegang heeft. "Dok" heeft dan de betekenis van "haven" of "aanlegplaats".